# Cacki (Białoruś)
Cacki (biał. Цацкі, Cacki; ros. Цацки, Cacki) – wieś na Białorusi, w obwodzie grodzieńskim, w rejonie lidzkim, w sielsowiecie Tarnowszczyzna.

## Historia
W XIX i w początkach XX w. położone były w Rosji, w guberni wileńskiej, w powiecie lidzkim, w gminie Bielica.
W dwudziestoleciu międzywojennym leżały w Polsce, w województwie nowogródzkim, w powiecie lidzkim, w gminie Bielica. W 1921 miejscowość liczyła 240 mieszkańców, zamieszkałych w 40 budynkach, wyłącznie Polaków. 232 mieszkańców było wyznania rzymskokatolickiego i 8 prawosławnego.
Po II wojnie światowej w granicach Związku Sowieckiego. Od 1991 w niepodległej Białorusi.